# Trohan
Trohan es una localidad rumana de la comuna de Gârceni, en el condado de Vaslui.

## Historia
Hacia comienzos del siglo XX la localidad, que ya por entonces pertenecía al condado de Vaslui, formaba parte de la comuna de Gîrceni y tenía contabilizada una población de 500 habitantes.
En la segunda mitad del siglo XX la localidad seguía perteneciendo a Gârceni. En el censo de 2021 la localidad tenía una población de 236 habitantes.